# Ханратти, Сэмми
Саманта Линн «Сэмми» Ханратти (род. 20 сентября 1995 года), известна как Сэмми Ханратти — американская актриса и певица. Получила известность благодаря роли юной Шарлотты «Чак» Чарльз в детективном сериале с элементами фэнтези «Мёртвые до востребования».

## Начало карьеры певицы
Родилась в Скотсдейле, штат Аризона, Сэмми — младшая из пяти сестер в семье, одна из которых, Дэниэль, также актриса. В 1997 году Ханратти переехала в Лос-Анджелес. В 2001 году её мать связалась с агентом, благодаря которому Сэмми появилась в рекламных роликах Oil of Olay. Помимо этого, девочка снялась в рекламе Pringles, двух коммерческих роликах, которые закрепили за Сэмми прозвище Pringles Girl. Она выпустила свой первый сингл под названием Finally a Teen, просто воспользовавшись популярным сервисом YouTube.

## Актёрская карьера
В 2006 году Сэмми сыграла в теледраме «Привет, сестра, прощай, жизнь», вместе с Лейси Шабер. В этом же году приняла участие в съёмках сериала «Всё тип-топ, или жизнь Зака и Коди», Ханратти играла героиню по имени Холли, маленькую девочку, чей мошенник-отец остановился у Типтонов.
В 2007 году Ханратти стала участницей мини-сериала «Обречённость» о путешественниках, ставших пленниками одержимого демонами маньяка; и получила небольшую роль в кинофильме «Пираты Карибского моря: Сундук мертвеца». Вместе со своей сестрой Дэниэль Саманта сыграла в экшн-сериале Отряд „Антитеррор“. Её также можно было увидеть в семейной комедии «Санта-Клаус 3», где Ханратти досталась роль Гленды.
В 2010 году Сэмми снялась сразу в трех проектах: «Джек и бобовый стебель», «Крушение» и «Волшебство». В 2011 году юная актриса получила ведущую роль в приключенческой картине «Молодость Уитни Браун». В 2012 году снялась в фильме «Удивительная любовь» режиссёра Кевина Даунса. В 2017—2018 годах играла второстепенную роль в 8 сезоне сериала «Бесстыдники».

## Личная жизнь
С 11 ноября 2023 года Ханратти замужем за Кристианом ДеАнда, с которым она встречалась три года до свадьбы. У супругов есть сын — Ливай ДеАнда (род. 31 декабря 2024).

## Избранная фильмография
| Год       |   | Русское название                   | Оригинальное название       | Роль                        |
| --------- | - | ---------------------------------- | --------------------------- | --------------------------- |
| 2005      | с | Доктор Хаус                        | House                       | Дори                        |
| 2013      | с | Танцевальная лихорадка!            | Shake It Up                 | Кристин Уиблер              |
| 2015      | с | Две девицы на мели                 | 2 Broke Girls               | Кимберли                    |
| 2015      | с | Как избежать наказания за убийство | How to Get Away with Murder | Зои Митчелл                 |
| 2017      | с | Дневники вампира                   | The Vampire Diaries         | Вайолет Фелл                |
| 2017—2018 | с | Бесстыжие                          | Shameless                   | Кэссиди Галлагер            |
| 2024      | ф | Атлас                              | Atlas                       | сотрудница по коммуникациям |